# Ommatius tumidus
Ommatius tumidus là một loài ruồi trong họ Asilidae. Ommatius tumidus được Martin miêu tả năm 1964. Loài này phân bố ở vùng nhiệt đới châu Phi.